# Lina Buffolente
Lina Buffolente (Vicenza, 27 de octubre de 1924 - Milán, 6 de marzo de 2007) fue una dibujante e ilustradora de cómics italiana, reconocida como la primera mujer en dedicarse profesionalmente al cómic en Italia. También trabajó en el mundo de la ilustración publicitaria y dibujó juegos de acertijos para la revista semanal de crucigramas La Settimana Enigmistica.

## Trayectoria
Estudió en la Academia de Bellas Artes de Brera y comenzó su carrera en 1941, colaborando con el dibujante Giuseppe Cappadonia e ilustrando cuentos para la Editorial Edital. En 1942, junto con Leone Cimpellin, creó su primera serie de cómics titulada Petto di Pollo, que fue publicada por Edizioni Alpe.
Después de la Segunda Guerra Mundial, se especializa en cómics de aventuras y del género wéstern, participando en la serie Tom Mix y en sus secuelas llamadas Tom Bill, Hello Jim y Furio Mascherato. En 1948, inició una colaboración de más de veinte años con la Editorial Universo, para la que realizó varias series, entre las que se encuentra Liberty Kid para la revista Intrepido y Fiordistella para Il Monello.
En la década de 1960, ilustró la serie de historietas Il Piccolo Ranger y creó Gun Gallon, Homicron y Nick Reporter para el mercado francés, además de Reno Kid para el mercado alemán. A partir de la década de 1990, dibujó varias historietas de la serie Il Comandante Mark, en la que trabajó hasta el año 2000. En 1992, comenzó a ilustrar a River Queen para L'Intrepido.
Además de su faceta de ilustradora de cómics, también trabajó en el mundo de la ilustración publicitaria y dibujó juegos de acertijos para la revista semanal de crucigramas La Settimana Enigmistica.

## Reconocimientos
En 1984, Lina Buffolente recibió el Ambrogino d'Oro, uno de los máximos reconocimientos otorgados por la ciudad de Milán. En 2001, la editorial EPIERRE, responsable de la revista-libro if, dedicó el primer número de su colección Quaderni d'autori a Lina Buffolente. La publicación, presentada en el evento Cartoomics 2001, coincidió con una retrospectiva en honor a sus 60 años de trayectoria dentro de la muestra Las mujeres del cómic.  Posteriormente, en 2017, su nombre fue inscrito en el Famedio del Cementerio Monumental de Milán, un espacio reservado para honrar a figuras ilustres de la ciudad.